# The Death of the Ball Turret Gunner
The Death of the Ball Turret Gunner (dt. „Der Tod des Kugelturmschützen“) ist ein 1945 veröffentlichtes fünfzeiliges Gedicht von Randall Jarrell. Das Gedicht handelt vom Tod eines Bordschützen in einem kugelförmigen Sperry-Browning-MG-Turm eines amerikanischen Bombers während des Zweiten Weltkriegs.
Jarrell, der selbst in der Army Air Force diente, fügte dem Gedicht folgende Erklärung hinzu:

„Ein Kugelturm war eine Plexiglaskugel, die in den Bauch einer B-17 oder B-24 eingesetzt war und von zwei Kaliber-.50-Maschinengewehren und einem Mann bewohnt wurde, einem kleinen Mann. Wenn dieser Bordschütze mit seinen Maschinengewehren einen Jäger verfolgte, der seinen Bomber von unten angriff, drehte sich der Turm mit ihm; kopfüber in seiner kleinen Kugel hängend sah er aus wie ein Fötus in der Gebärmutter. Die angreifenden Jäger waren mit Kanonen bewaffnet, die explodierende Granaten verschossen. Der Schlauch war ein Dampfschlauch.“

## Rezeption
Leven M. Dawson kommentiert, das Thema von „The Death of the Ball Turret Gunner“, dass „institutionalisierte Gewalt oder Krieg ein moralisches Paradoxon erzeugen, einen Zustand, in dem Handlungen, die für menschliche Natur abstoßend erscheinen, auf einmal angemessen sind.“ Andere Kommentatoren stimmen dem zu und nennen das Gedicht eine Verurteilung der entmenschlichenden Macht des Staats, wie sie am deutlichsten in der Gewalt des Krieges zutage tritt.
Das Gedicht taucht in vielen Anthologien auf, auch weil es so kurz ist. Jarrell hatte die Befürchtung geäußert, sein Ruf als Dichter würde sich letztlich nur auf dieses Eine Gedicht stützen
Das Theaterstück „The Death of the Ball Turret Gunner“ von Anna Moench, das 2008 beim New York International Fringe Festival in August 2008 uraufgeführt wurde, geht auf das Gedicht zurück. Auf das Gedicht verwies auch John Irving in seinem 1978 erschienenen Roman Garp und wie er die Welt sah, in dem der Vater des Titelhelden, der als Bordschütze eines Kugelturms dargestellt wird, an einer „recht achtlos durchgeführten Lobotomie“ durch feindliches Feuer zu Tode kommt.